# Chlorid antimonitý
Chlorid antimonitý je anorganická sloučenina s vzorcem SbCl3. Jedná se o bezbarvou tuhou látku, která je silně hygroskopická.

## Příprava
Chlorid antimonitý lze připravit reakcí antimonu, bromidu antimonitého, oxidu antimonitého nebo sulfidu antimonitého s chlorem. Také ho lze připravit reakcí koncentrované kyseliny chlorovodíkové s oxidem antimonitým.

## Reakce
SbCl3 hydrolyzuje při styku se vzdušnou vlhkostí, proto je nutné jej přechovávat v inertní atmosféře. Reakcí s malým množstvím vody vzniká chlorid-oxid antimonitý a uvolňuje se chlorovodík.
SbCl3 + H2O → SbOCl + 2 HCl
S větším množstvím vody vzniká Sb4O5Cl2, který zahříváním v atmosféře argonu přechází na Sb8O11Cl12.

## Využití
SbCl3 se využívá k důkazové reakci pro vitamín A a podobné karotenoidy, s kterými poskytuje modrý komplex. Ten lze stanovit kolorimetricky.